# Schedorhinotermes tenuis
Schedorhinotermes tenuis es una especie de termita subterránea del género Schedorhinotermes, de la familia Rhinotermitidae, orden Blattodea.

## Distribución
Se distribuye por Indonesia.

## Taxonomía
Fue descrita por Oshima en 1923.
Tratamiento taxonómico
La especie aparece registrada y publicada en Fauna Simalurensis—Termitidae. Capita Zoologica 2, 1–22.